# Peter Anton von Verschaffelt

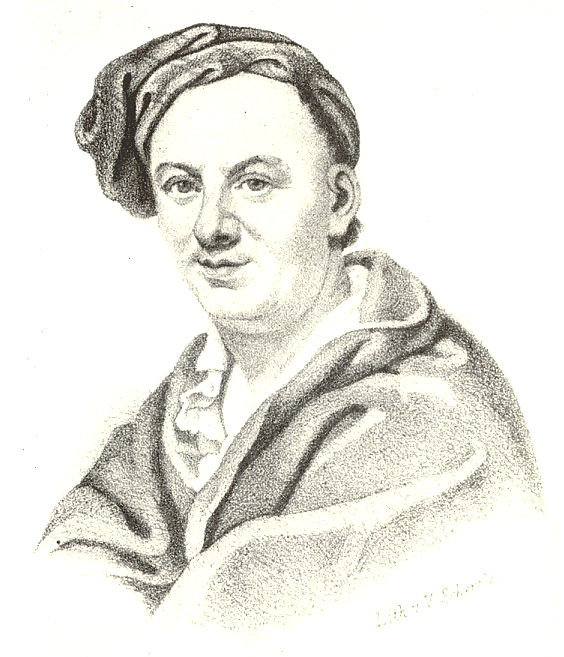
Peter Anton von Verschaffelt

Peter Anton von Verschaffelt (Gante, Flandes 8 de mayo de 1710-Mannheim, Alemania, 5 de julio de 1793) fue un escultor y arquitecto flamenco.
Verschaffelt diseñó, entre otras cosas en Mannheim, el Altar Principal de la Iglesia Jesuita, el arsenal y el Palacio de Bretzenheim, así como la iglesia Wallfahrtskirche Mariä Himmelfahrt en Oggersheim (hoy parte de Ludwigshafen).

## Vida y obra
Tras sus años de aprendiz en Gante en el taller de su abuelo, Verschaffelt trabajó en Bruselas, París y, a partir de 1737, en Roma. En 1748 recibió el encargo de reemplazar la estatua dañada del Arcángel Miguel del Castillo Sant'Angelo en Roma, aunque no se instaló la nueva estatua hasta 1753. En 1752 viajó a Londres y, desde ahí, fue elegido como sucesor del escultor Paul Egell como escultor de la corte de Carlos Teodoro, elector del Palatinado, en Manheim, Alemania. Entre sus primeras tareas, Verschaffelt diseñó los exteriores y las estatuas del palacio jardín de Schwetzingen, para el que creó el ciervo y los ríos, que son piezas clave del parque.

## Galería de imágenes

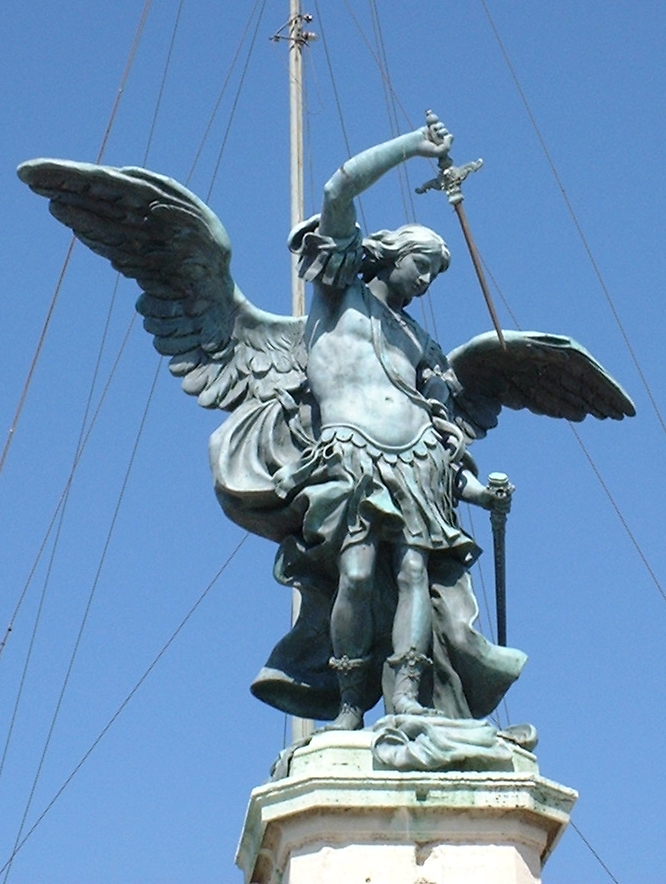
Arcángel Miguel en el Castel Sant'Angelo, Roma.
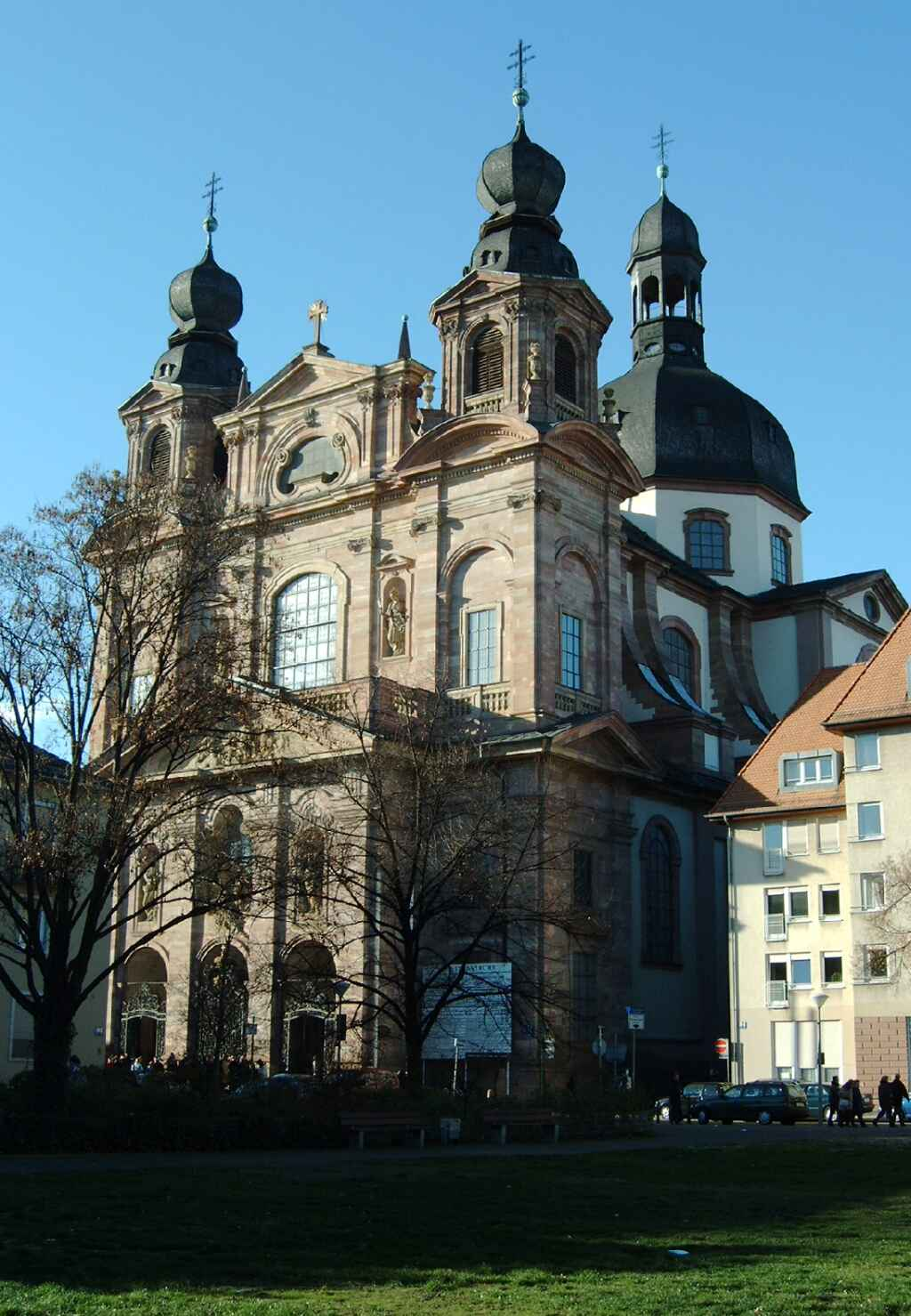
Iglesia jesuita en Mannheim.
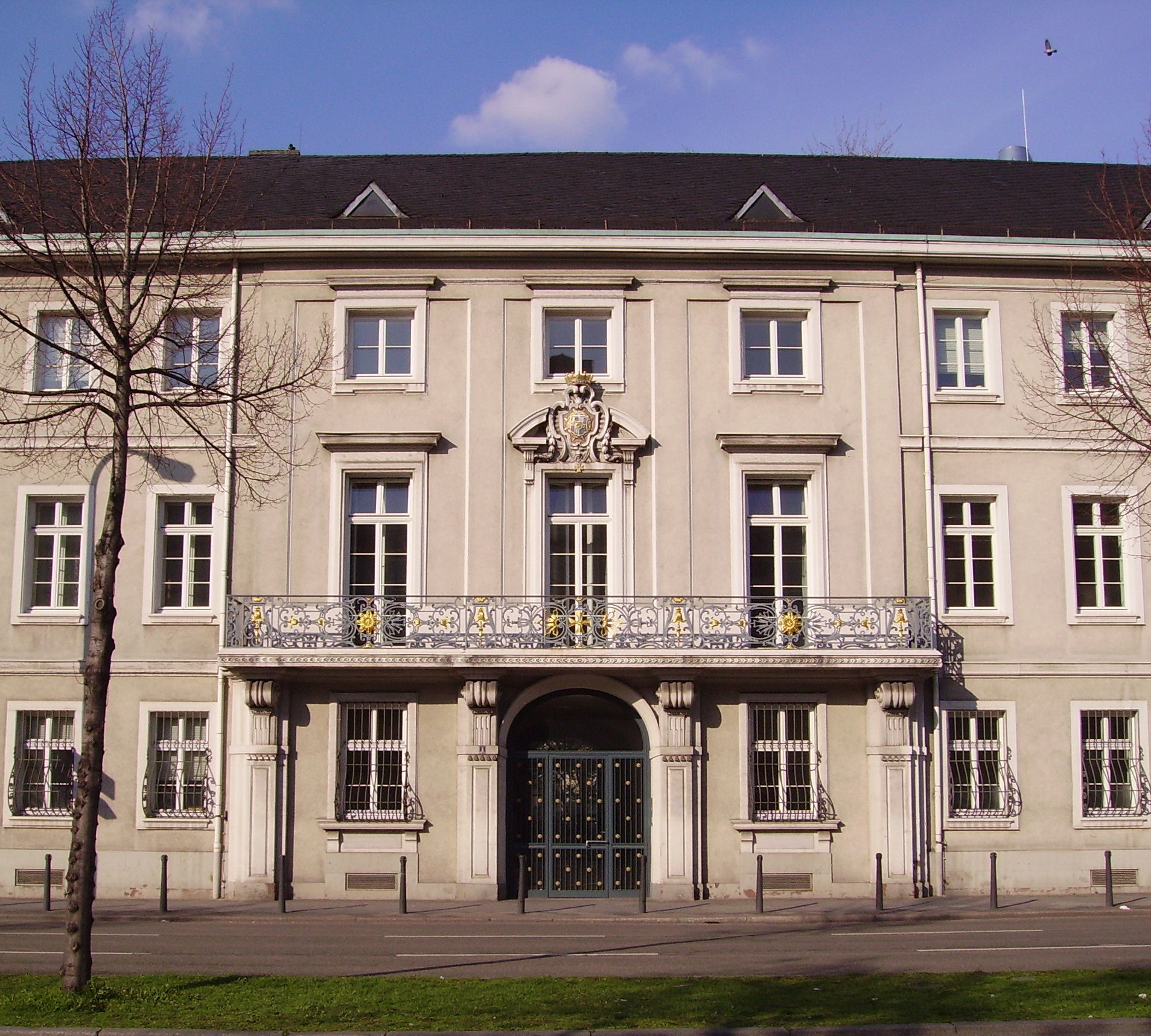
Palacio de Bretzenheim en Mannheim.